# معامل ذات الحدين

المعاملات الثنائية يمكن أن ترتب لكي تعطي مثلث باسكال.

في الرياضيات، معاملات ذات الحدين هي أعداد صحيحة موجبة تظهر معاملاتٍ في مبرهنة ذو الحدين. يعرف بالنسبة لعددين صحيحين n وk ويرمز إليه عادة ب {\displaystyle {\tbinom {n}{k}}}، و يعطى بالصيغة
{\displaystyle .{\binom {n}{k}}={\frac {n!}{k!(n-k)!}}}
مثلا:
{\displaystyle {\begin{array}{rcl}(1{+}x)^{4}&=&{\tbinom {4}{0}}x^{0}+{\tbinom {4}{1}}x^{1}+{\tbinom {4}{2}}x^{2}+{\tbinom {4}{3}}x^{3}+{\tbinom {4}{4}}x^{4}\\&=&1+4x+6x^{2}+4x^{3}+x^{4}\end{array}}}
حيث {\displaystyle {\tbinom {4}{2}}={\tfrac {4!}{2!2!}}=6}، إلخ...

## التعريف والتأويلات
{\displaystyle (x+y)^{n}=\sum _{k=0}^{n}{\binom {n}{k}}x^{n-k}y^{k}}

## حساب قيمة المعاملات الثنائية

### باستعمال دالة العاملي
{\displaystyle {\binom {n}{k}}={\frac {n!}{k!\,(n-k)!}}\quad {\mbox{for }}\ 0\leq k\leq n.}